# Bienvenu Manamika Bafouakouahou
Bienvenu Manamika Bafouakouahou (ur. 16 października 1964 w Brazzaville) – kongijski duchowny katolicki, arcybiskup koadiutor Brazzaville w latach 2020–2021, arcybiskup metropolita Brazzaville od 2021.

## Życiorys
Święcenia kapłańskie otrzymał 29 sierpnia 1993 i został inkardynowany do diecezji Kinkala. Po święceniach pracował jako ojciec duchowny niższego seminarium w Mindouli. W latach 1995–2000 studiował w Salamance, a w latach 2000-2003 przebywał we Francji, pełniąc funkcję proboszcza w Paray. W kolejnych latach pracował w rodzinnej diecezji jako m.in. proboszcz parafii katedralnej, wikariusz generalny oraz jako delegat biskupi ds. diecezjalnej Caritas.
24 maja 2013 papież Franciszek mianował go biskupem diecezjalnym Dolisie. 25 sierpnia tego samego roku z rąk biskupa Andrésa Cosy przyjął sakrę biskupią.
18 kwietnia 2020 został mianowany arcybiskupem koadiutorem Brazzaville.
21 listopada 2021, po przyjęciu przez papieża rezygnacji arcybiskupa Anatole Milandou, objął urząd arcybiskupa metropolity Brazzaville. 